# Mulino Bianco
Mulino Bianco
è un marchio italiano di prodotti da forno che produce biscotti, merende, pani e torte, di proprietà di Barilla. Fondato nel 1975 sotto il coordinamento di Giovanni Maestri, il marchio Mulino Bianco  fu creato per differenziare la produzione della Barilla, storicamente legata alla sola pasta.

## Storia
Nel 1971 la Barilla viene acquisita dall'azienda W. R. Grace and Company; la W. R. Grace and Company mantenne il pacchetto di maggioranza dell'azienda pastaria Barilla fino al 1979, quando Pietro Barilla ne riacquisì il controllo. Fattori politici ed economici contingenti che portarono il blocco dei prezzi alimentari indussero i vertici della multinazionale statunitense a cercare nuovi settori di mercato.
Nel 1974, grazie a un'idea di Giovanni Maestri, nasce dunque il marchio "Mulino Bianco", che nell'ottobre del 1975 esce sul mercato con la prima produzione di biscotti, ideati dal pasticcere inglese George Maxwell. 
Il successo iniziale (7% del mercato italiano nel primo anno), porta l'azienda — nel frattempo tornata sotto il controllo della famiglia Barilla — ad ampliare la gamma di prodotti a marchio Mulino Bianco, aggiungendo dal 1980 le merendine, dal 1984 i biscotti di pasticceria e dal 1985 i prodotti da forno salati quali grissini, cracker e pancarré. Negli anni 90 vengono sviluppate le linee di prodotti salutistiche a basso contenuto di grasso che si inseriscono nel filone del "mangiare sano". Negli anni 2000 l'azienda entra anche nel mercato degli snack in barretta per il consumo fuori pasto.
Il marchio riscuote successo, portandolo a essere nel 1985 il primo marchio di prodotti da forno in Italia. Nel 1986 l'azienda tenta l'espansione, prima in Francia col marchio "Moulin Blanc", quindi in Spagna.

## Produzione
La produzione del marchio Mulino Bianco comprende prodotti da forno dolci e salati.
| Nome              | Anno       | Descrizione                                                            |
| ----------------- | ---------- | ---------------------------------------------------------------------- |
| Abbracci          | 1987       | Biscotti frollini al cacao e panna                                     |
| Baiocchi          | 1983       | Biscotti farciti con crema alla nocciola e cioccolato                  |
| Batticuori        | 2009       | Biscotti frollini al cacao                                             |
| Biscottone        | 2014       | Pastafrolla al latte                                                   |
| Camille           | 1989       | Tortine di carote                                                      |
| Campagnole        | 1975       | Biscotti frollini con crema di riso al latte e farina di riso          |
| Canestrini        | 1984       | Biscotti friabili al burro con zucchero a velo                         |
| Cuor di Mela      | 1992       | Biscotti frollini ripieni di confettura di mela                        |
| Fisarmoniche      | 2024       | Brioches con crema al malto d'orzo e cacao                             |
| Flauti            | 1997       | Merendine a forma di flauto                                            |
| Galletti          | 1975       | Biscotti frollini con granelli di zucchero                             |
| Girotondi         | 2008       | Biscotti frollini con granelli di zucchero di canna                    |
| Incontri          | 2010       | Biscotti frollini al cacao ripieni di cioccolato                       |
| Intrecci          | 2024       | Biscotti frollini con gocce di cioccolato e grano saraceno             |
| Macine            | 1976       | Biscotti frollini con panna                                            |
| Molinetti         | 2003       | Biscotti frollini con farina di grano saraceno e zucchero di canna     |
| Nascondini        | 2012       | Biscotti frollini ripieni di cioccolato                                |
| Nastrine          | 1994       | Brioches di pasta sfoglia                                              |
| Pannocchie        | 1981, 1999 | Biscotti frollini con farina e fiocchi di mais                         |
| Pan di Stelle     | 1983       | Biscotti alla pasta di nocciole ricoperti di glassa a forma di stelle. |
| Pan Goccioli      | 2000       | Pane con gocce di cioccolato                                           |
| Pane + Cioccolato | 2015       | Pane con barretta di cioccolato                                        |
| Primizie          | 2010       | Biscotti frollini con farina di frumento integrale                     |
| Rigoli            | 1978       | Biscotti frollini con latte e miele                                    |
| Ritornelli        | 1987       | Biscotti frollini con cacao e mandorle                                 |
| Rosite            | 2015       | Biscotti frollini con glassa                                           |
| Scacchieri        | 2022       | Biscotti con doppia frolla di caramello e cioccolato                   |
| Sfoglia di grano  | 1985       | Crackers                                                               |
| Spicchi di Sole   | 1988       | Biscotti con frolla e burro                                            |
| Tenerezze         | 1980       | Biscotti di pasticceria con crema al limone                            |
| Tarallucci        | 1975       | Biscotti frollini con uova fresche                                     |

Nel tempo altri prodotti sono stati ritirati dal mercato:
- Tortorelle (1975-anni '90, rilanciate nel 2011 in versione limitata per i 150 anni dell'Unità d'Italia)
- Mugnai  (1975 prima versione; 1990 seconda versione). Biscotto con farina di grano intero e crusca.
- Campagnole (prima versione) (1975 -?). Biscotto di pastafrolla con burro.
- Molinetti (prima versione) (1974 -?). Biscotto frollino con malto d'orzo e latte.
- Pale o Palette (1975-?) Biscotto frollino con farina di grano e zucchero.
- Soldini (1975-anni '90?, nell’ottobre 2010 a Perugia, durante l’evento Eurochocolate (che durò solo 6 giorni) vengono rilasciati nel 2021 in un’edizione limitata in formato rettangolare all’interno di un’elegante scatola di latta in occasione dell’anniversario della nascita)
- Pettirossi (1975-1981)
- Intrecci Biscotto con latte e caffè (prima versione), con vaniglia e cioccolato (seconda versione 2002-?)
- Burrelle (1979-?). Biscotto al burro.
- Tortine di Frutta (1980-?)
- Tortine Margherita (1980-?)
- Dondolo (1980-?)
- Pandorini (1980-?)
- Pannocchie (prima versione) (1981-?)
- Crema di Bosco (1983). Biscotto di pasta frolla con crema alle nocciole.
- Gemme di Neve (1984-1987?). Biscotto di pasta frolla con confettura di fragole.
- I Bomboloni (1988-1989?)
- La Campanella (1987-?)
- La Biricca  (1988)
- Mini Baiocchi con Soldino al cioccolato (1992)
- Orsi Sgranocchini (1993-2000)
- Palicao (1995) (tornati nel settembre 2021 e 2022 in edizione limitata in occasione dell’anniversario della nascita)
- Iogoroll (1995-1997, divenuti i Flauti)
- Settembrini (1995-2005, tornati sul mercato italiano prima nel 2014 negli Autogrill e poi nel 2016 nei supermercati Esselunga e dal 2021 anche nei supermercati Crai, Conad e Sisa) Biscotti con polpa di fico.
- Fuori Orario (1997-?)
- Mattutini (1998-2001) biscotti al latte e malto d'orzo.
- Biscopazzi  (2000-2001?)
- Armonie ai Cereali (1996-?) Biscotto ai cereali.
- Cerealix (2001)
- CioccoGioco (2001)
- Rosa del deserto (2001)
- Suado (2002-2004?)
- Magie (2003)
- Delizie alla pera (2006)
- Primi Raggi (1996-?) biscotti secchi a base di riso.
- Flauti allo yogurt
- Nocchie (1983.  Riproposte in una nuova versione nel 2006). Biscotto di pasta frolla con nocciole tostate.
- I Girasoli (2006-2012)
- Saccottini (1984-2020)

Invece Pan di Stelle è diventato un brand con cui sono stati lanciati diversi prodotti a base di cacao e stelle di glassa bianca in cima. Dal 2007 è un marchio autonomo che produce torte, merendine e dal 2019 una crema spalmabile con pezzetti del noto biscotto.

### Stabilimenti
Gli alimenti "Mulino Bianco" vengono prodotti ad Ascoli Piceno, Castiglione delle Stiviere (MN), Cremona, San Nicola di Melfi (PZ), Novara, Rubbiano (Solignano) (PR) e Onnaing (Francia).

## Comunicazione
L'azienda emiliana ha sempre dato molto peso alla promozione e visibilità pubblicitaria. Il primo annuncio mostra sul fondo giallo (che diverrà simbolico per i prodotti) solamente i nuovi biscotti e il nuovo marchio.

### Spot
Gli spot realizzati nell'arco di tempo compreso tra il 1976 e il 2006 sono oltre 750.
- Il Piccolo Mugnaio (1982-1989): è una campagna pubblicitaria realizzata a cartoni animati da Grazia Nidasio nei primi anni ottanta il cui protagonista è il Piccolo Mugnaio Bianco, personaggio molto piccolo che vive in un Mulino in mezzo all'erba alta. Egli prepara dolci e prodotti vari per il suo amore, una ragazza un po' ingenua di nome Clementina, nella speranza (mai riuscita) che lei lo veda e se ne innamori. La ragazza mangia tutti i prodotti che escono dalla sua cucina senza mai scoprire chi sia il pasticciere. Questa promozione fu diffusa anche sui giornali e sui giornaletti per bambini ed è ancora oggi ricordata come una delle più riuscite dall'azienda.
- La Valle Felice (1977-1989)

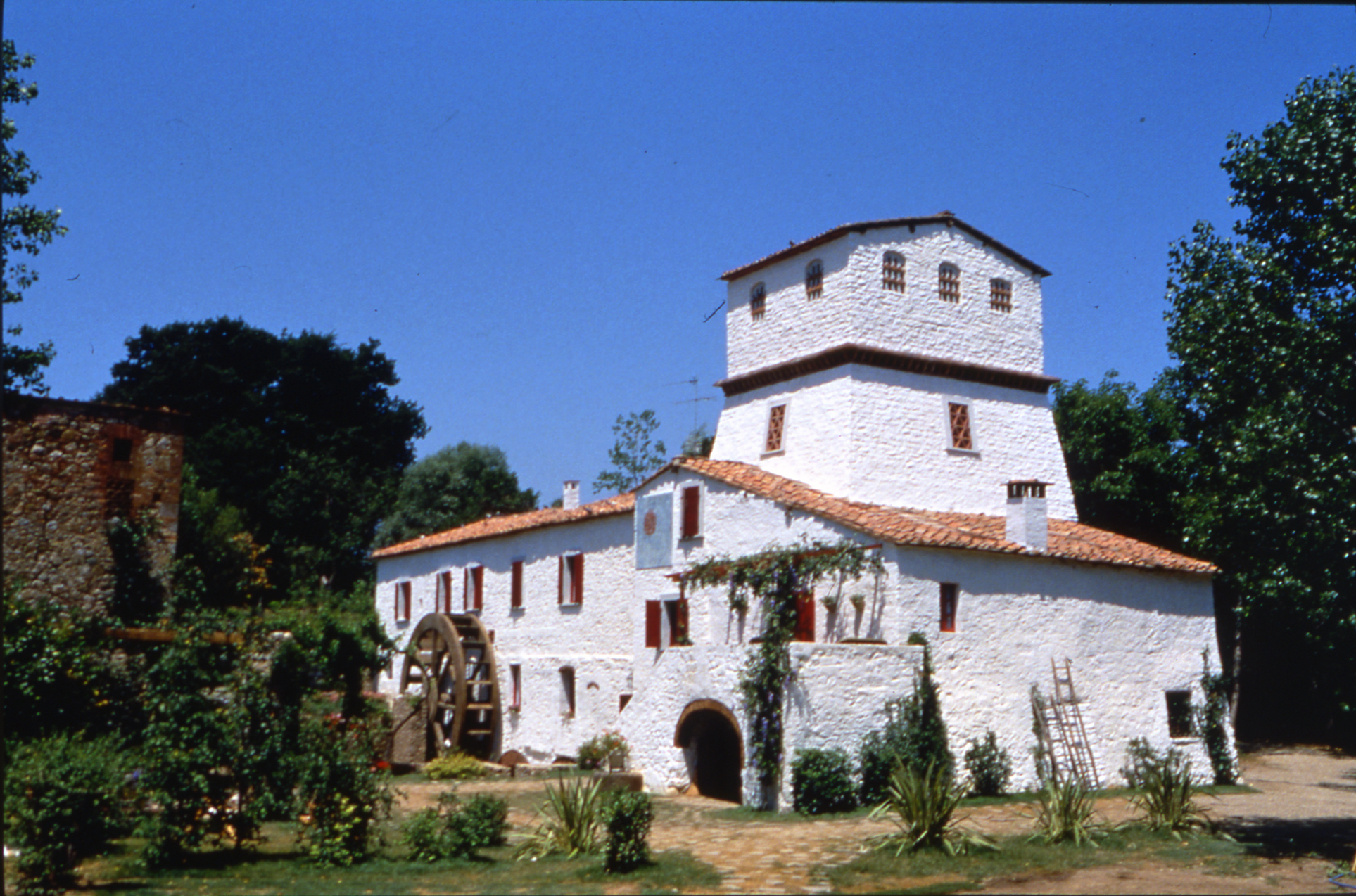
Il mulino di Chiusdino restaurato per gli spot de "La Famiglia del Mulino"

- La Famiglia del Mulino (1990-1994): agli inizi degli anni novanta la strategia pubblicitaria puntò sul "ritorno in campagna".[10] Nell'episodio iniziale del 1990 una famiglia media italiana, il padre Federico giornalista, la madre Giulia insegnante elementare, i due figli Andrea e Linda e il nonno, esprimono il desiderio di vivere nel verde e si trasferiscono in campagna. Sullo sfondo del mulino di Chiusdino, appositamente restaurato per l'occasione, vennero ambientati una serie di episodi di vita quotidiana della famiglia. La Famiglia del Mulino assurse ben presto a stereotipo della "famiglia perfetta" inserita in un luogo fiabesco, locuzione oggi comunemente utilizzata per riferirsi a rappresentazioni edulcorate della realtà.[11] La pubblicità della Famiglia del Mulino andò avanti per tutta la prima metà degli anni novanta[12] e ancora oggi il posto viene visitato da turisti nel ricordo di quella campagna pubblicitaria. Tali spot si avvalevano inoltre di una colonna sonora rimasta altrettanto celebre, realizzata appositamente da Ennio Morricone.
- La Natura in Città (1994-1996): a metà degli anni novanta gli spot avevano come concetto che la natura si può trovare anche in città, così alcune tra le maggiori città italiane (Roma, Firenze, Venezia, Milano, Catania, Verona e Bologna, Napoli) si tingono, nello sfondo, di campi verdi e di grano. La regia venne affidata a Tarsem Dhandwar Singh.[13]
- La vita è una favola (2000-2004): si trattò di registrazioni brevi di varie fiabe (le più famose) all'interno delle quali venivano pubblicizzati i prodotti del Mulino Bianco.[14]
- Un mondo buono (2004-2019): la campagna pubblicitaria, realizzata da JWT Italia e diretta da Luca Guadagnino, ha visto come protagonista, dal 2012 al 2017, l'Uomo del Mulino impersonato da Antonio Banderas. Intento nella creazione di nuovi prodotti e affiancato dalla gallina Rosita. Il set, costituito da un gigantesco mulino con la ruota, è stato disegnato dallo scenografo Bo Welch. Nel 2017 il personaggio di Banderas viene sostituito da Nicole Grimaudo che ne interpreta la figlia Emma, genuina e appassionata come il padre, e da Giorgio Pasotti, ossia il suo compagno Giovanni, giovane esperto di grano antico; inoltre c'è un nuovo mulino che fa da sfondo a tali spot.[15]

Dal 2010 al 2013 l'azienda propose il "Tour del Mulino", un'esperienza pensata per avvicinare le persone a Mulino Bianco, ai suoi valori e ai suoi prodotti, attraverso un percorso conoscitivo di dialogo e scambio reciproco, con una serie di tappe nelle maggiori piazze d'Italia. Vennero proposti laboratori didattici e avventure educative per adulti e bambini, incontri con esperti nutrizionisti, lanci di prodotto in anteprima, mostre, giochi multimediali.

### Gadget

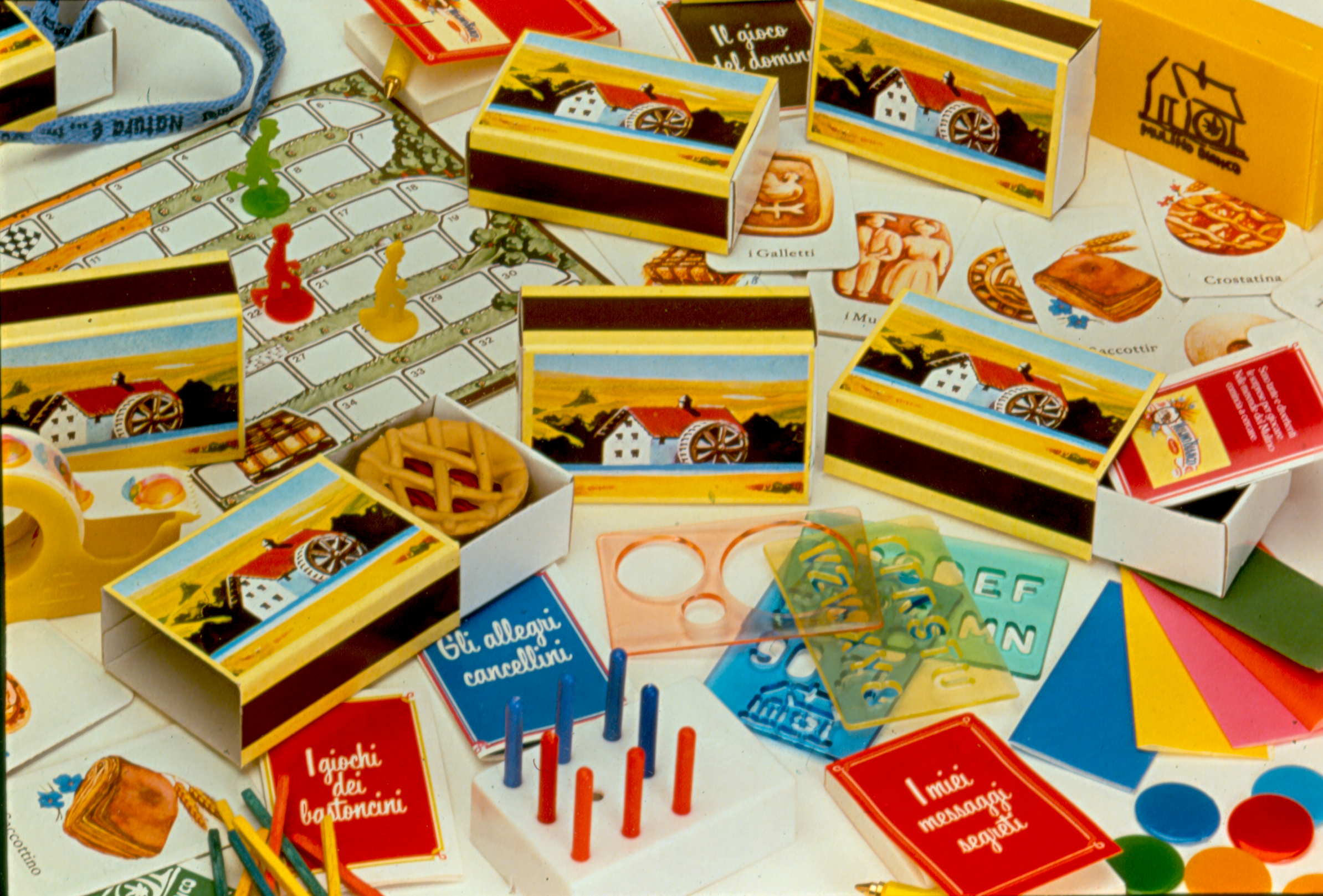
"Sorpresine" del Mulino Bianco

Nelle confezioni delle merende, nel corso degli anni ottanta, erano inseriti alcuni omaggi chiamati "sorpresine", principalmente giocattoli di piccole dimensioni ma anche gomme e altri piccoli oggetti di cancelleria, contenuti all'interno di scatoline apribili "a cassetto", simili a quelle dei fiammiferi, oggi di grande interesse collezionistico. Furono ideate e seguite da Graziella Carbone (un'esperta di promozioni e giochi per l'infanzia) e avevano l'obiettivo di giocarci con gli amici o per scambiarle e, soprattutto, collezionarle. Settecento di questi oggetti sono esposti presso il Museo Storico Barilla.

### Raccolte punti
Sempre negli anni ottanta vennero realizzate schede di raccolta punti al cui completamento si ricevevano in omaggio alcuni oggetti come piatti, tazze per la colazione, portamatite, sveglie e orologi, ecc., anch'essi oggi ricercati dai collezionisti. Nei primi anni 90 vengono realizzati anche dei regali di maggior valore economico come tovaglie e servizi di piatti in porcellana, a cui si aggiunsero oggetti realizzati da grandi marche e di elevata utilità come robot da cucina o il "Fornetto Scaldabrioche" che riscossero un buon successo presso i consumatori. Analoghe raccolte punti sono tuttora attive.

## Archivio
La documentazione prodotta dal Mulino Bianco, assieme a quella relativa agli altri marchi dello stesso comparto produttivo che, a partire dagli anni settanta, sono entrati a far parte del Gruppo Barilla (Braibanti, Pavesi, Tre Marie e Voiello) è conservata nell’Archivio storico Barilla, creato nel 1987 per iniziativa di Pietro Barilla, per raccogliere, conservare e valorizzare la documentazione storica aziendale, a partire dal 1877. Dopo che negli anni settanta il cospicuo archivio aziendale era andato disperso e in parte distrutto, è stato effettuato un capillare recupero di tutto il materiale possibile, cartaceo e no, entro e fuori l'azienda. Si trova nello storico stabilimento a Pedrignano, alle porte di Parma, nel fondo Barilla, costituito da circa 35.000 pezzi divisi per settore.